# 骨皮筋右衛門
| ウィキペディアには「骨皮筋右衛門」という見出しの百科事典記事はありません（タイトルに「骨皮筋右衛門」を含むページの一覧/「骨皮筋右衛門」で始まるページの一覧）。 代わりにウィクショナリーのページ「ほねかわすじえもん」が役に立つかもしれません。 |